# 天拝山
天拝山（てんぱいざん）は、福岡県筑紫野市にある標高257.4mの山。山名は、平安時代前期に昌泰の変で大宰府に左遷された菅原道真が、自らの無実を訴えるべく幾度も登頂して天を拝したという伝承に由来する。古名は天判山（てんぱんざん）。昔はススキだけが生え木が無かったが、黒田長政の家臣である小河内蔵充が郡司となったときに植樹し、全山を樹木に覆われる山にしたという。

## 概要

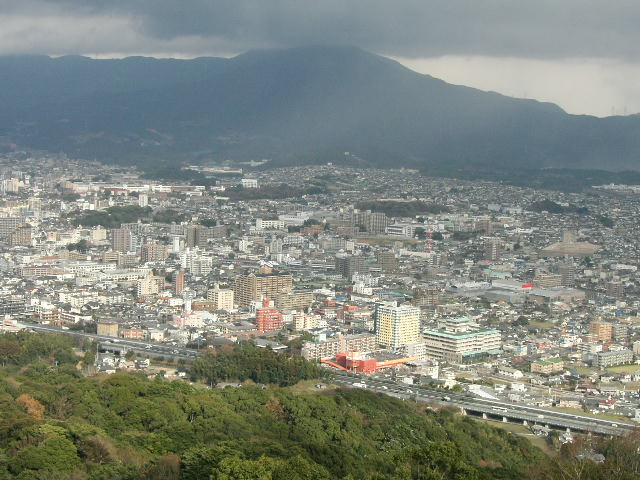
天拝山山頂から望む筑紫野市街地（手前）。奥の方に広がるのは太宰府市市街地。

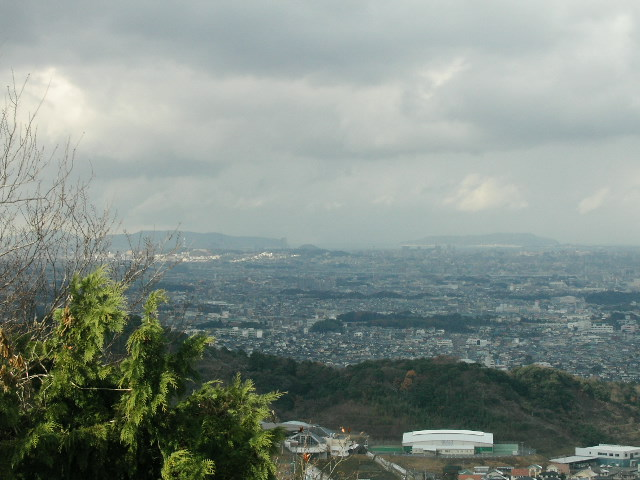
天拝山山頂から望む福岡ドーム（写真中央の右側）と福岡タワー（写真中央の左側）

- 二日市温泉等筑紫野市中心部から徒歩で10～15分程度である。
- 登山道入口には菅原道真所縁の「御自作天満宮」、「紫藤の瀧」のほか、天台宗武蔵寺や天拝山歴史公園などがあり、また、中腹に「荒穂神社」、山頂に「天拝神社」がある。
- 主な登山道（開運の道）は未舗装であるが、8合目付近までは約3～4m程度の幅員を持ち、特別に登山専用の装備なしでも登頂可能な経路も整備されている。そのため、近隣の筑紫野市立二日市小学校の児童及び福岡県立武蔵台高校の生徒の登山に利用されるなど、老若男女を問わず比較的手軽に登山が可能な山として地元では親しまれている。ただ、8合目を過ぎると354段の雁木が現れ急激に斜度を増す。特に9合目付近の斜度はきつく、登頂を間近にそれまでの「登山の楽な低い山」という印象が一変する山である。
- その他の登山経路として、「行者の滝」経由（天神さまの径）、「飯盛城跡」経由など一般的な選択肢ではない経路も複数存在している。かつては「石楠花（しゃくなげ）谷」を経由した経路もあったが、平成21年7月中国・九州北部豪雨の土砂崩れによって通行不可能となり、治山工事が完了した現在でも通行不可能である（途中まで行くことは可能だが、引き返す旨の看板あり）。シャクナゲの咲く時期は白い美しい花が見頃である。
- 開運の道と天神さまの径には1合ごとに道真公の詠んだ歌碑が設置されていて、道真の心境を追体験することができる。
- 山頂には展望台があり、筑紫野市をはじめ近郊の市街地を一望することができる。また天候によっては福岡市にある福岡ドームや福岡タワーなどが肉眼で確認できることもある。
- 松本清張の小説「夜光の階段」に殺人現場として同山の名前が登場している。
- 1889年（明治22年）2月11日、明治天皇、昭憲皇太后の前で奇術を披露したことがある帰天斉正一（きてんさいしょういち）は、同山で菅原道真が天に無実を訴える場面を演じることが奇術以外の十八番であったと伝えられている。